# Naso caeruleacauda
| image = Bluetail unicornfish (Naso caeruleacauda).jpg
Naso caeruleacauda is een straalvinnige vissensoort uit de familie van doktersvissen (Acanthuridae). De wetenschappelijke naam van de soort is voor het eerst geldig gepubliceerd in 1994 door Randall.